# Сгур Буа Шпата
Сгур Буа Шпата (алб. Skurra Bua Shpata или алб. Sgouros (Zgur) Bua Shpata; ум. 1403, Ангелокастрон) — правитель Арты в 1399 или 1400 году, а также правитель Ангелокастрона и Лепанто с 1399 или 1400 года до своей смерти в 1403 году во время междоусобной войны в Артском деспотате. 
В отличие от своего предшественника, Гина Буа Шпаты, которому титул деспот был дарован титулярным царём сербов и греков Симеоном Неманичем, Сгур не проходил подобного обряда и считается само провозглашённым деспотом.

## Биография
Незадолго до того, как Гин Буа Шпата умер в 1399 или 1400 году, он назначил своим преемником на престоле Артского деспотата своего брата Сгура Буа Шпату, который в то время управлял Лепанто. Сгур прибыл в Арту, однако, вскоре город был захвачен авантюристом Вонко. 
Сгур Шпата бежал в Ангелокастрон и стал независимым правителем региона. В это же время, племянник Сгура — Мурик Шпата смог свергнуть Вонко с Артского престола и сам взял на себя управление столицей деспотата в декабре 1401 года. Сгур же остался деспотом Ангелакострона и Лепанто.
В 1402—1403 году на владения Сгура Шпаты напали силы графа Кефалии и Закинфа Карло I Токко. Вскоре Сгур был осажден в своей столице Ангелокастроне. Мурик Шпата пришел на помощь к своему родственнику и атака войск Карло Токко была отбита, но вскоре после этого Сгур умер от ран, полученных во время боевых действий.

## Наследие
Новым правителем Ангелокастрона и Лепанто стал сын Сгура – Паул Буа Шпата. Карло I Токко не оставлял своих целей захватить Ангелокастрон и Паул решил стать вассалом Османской империи. Однако турки-османы потерпели поражение и заключили союз с Токко. Мурик Шпата отказался прийти на помощь Паулу и тот уступил османам Ангелокастрон, став править лишь Лепанто. Однако он продал этот город Венеции в 1407 или в 1408 году. А в 1408 году Карло Токко удалось захватить Ангелокастрон.